# Umordnungs-Ungleichung
In der Mathematik ist die Umordnungs-Ungleichung eine Aussage über die Veränderung des Wertes von formalen Skalarprodukten durch Umordnung. 
Gegeben seien zwei n-Tupel reeller Zahlen {\displaystyle x=(x_{1},\dots ,x_{n})} und {\displaystyle y=(y_{1},\dots ,y_{n})} mit
{\displaystyle x_{1}\leq \cdots \leq x_{n}\quad {\mbox{und}}\quad y_{1}\leq \cdots \leq y_{n}}.
Das Tupel
{\displaystyle x_{\sigma }=\left(x_{\sigma (1)},\dots ,x_{\sigma (n)}\right)}
sei eine Permutation des Tupels {\displaystyle x}. Fasst man nun die n-Tupel als Vektoren auf und betrachtet deren Standardskalarprodukt, so besagt die Umordnungs-Ungleichung, dass
{\displaystyle x_{1}y_{1}+\cdots +x_{n}y_{n}\geq x_{\sigma (1)}y_{1}+\cdots +x_{\sigma (n)}y_{n}\geq x_{n}y_{1}+\cdots +x_{1}y_{n}.}
Das Skalarprodukt ist also maximal, wenn die Elemente der n-Tupel gleich geordnet sind, und minimal, wenn sie entgegengesetzt geordnet sind.
Man beachte, dass im Gegensatz zu vielen anderen Ungleichungen keine Voraussetzungen für die Vorzeichen von {\displaystyle x_{i}} und {\displaystyle y_{i}} notwendig sind.

## Beweise

### Beweis mittels Vertauschungen
Die Beweisidee besteht darin, das kleinste {\displaystyle i}, das {\displaystyle \sigma (i)\neq i} erfüllt, und jenes {\displaystyle j} mit {\displaystyle i=\sigma (j)} zu betrachten. Dann sind also {\displaystyle \sigma (i)>i} und {\displaystyle j>i}, daher gilt {\displaystyle x_{\sigma (j)}\leq x_{\sigma (i)}} und {\displaystyle y_{i}\leq y_{j}}, also
{\displaystyle (x_{\sigma (i)}-x_{\sigma (j)})(y_{i}-y_{j})\leq 0}
und daher
{\displaystyle x_{\sigma (i)}y_{i}+x_{\sigma (j)}y_{j}\leq x_{\sigma (j)}y_{i}+x_{\sigma (i)}y_{j}=x_{i}y_{i}+x_{\sigma (i)}y_{j}.}
Solange also ein {\displaystyle i} mit {\displaystyle \sigma (i)\neq i} existiert, lässt sich die Summe für gleich geordnete Tupel vergrößern.
Analog zeigt man, dass sich die Summe für entgegengesetzt geordnete Tupel verkleinern lässt, solange ein {\displaystyle i} mit {\displaystyle \sigma (i)\neq i} existiert.

### Beweis mit Induktion
Dieser Beweis lässt sich ausführlicher auch mit vollständiger Induktion führen. Für den Induktionsanfang {\displaystyle n=2} gibt es nur zwei Permutationen, es ist also zu zeigen, dass
{\displaystyle x_{2}y_{1}+x_{1}y_{2}\leq x_{1}y_{1}+x_{2}y_{2}.}
Das ist aber äquivalent zu 
{\displaystyle 0\leq (y_{1}-y_{2})(x_{1}-x_{2}),}
also zur Voraussetzung, dass beide Tupel gleich geordnet sind.
Im Induktionsschritt sei nun {\displaystyle j} der Index mit {\displaystyle \sigma (j)=n+1.} Der Fall {\displaystyle j=n+1} ist einfach zu behandeln, sei also {\displaystyle j\neq n+1.} Dann gilt
{\displaystyle \sum _{i=1}^{n+1}x_{\sigma (i)}y_{i}=\sum _{i\not \in \{j,n+1\}}x_{\sigma (i)}y_{i}+x_{\sigma (j)}y_{j}+x_{\sigma (n+1)}y_{n+1}=\sum _{i\not \in \{j,n+1\}}x_{\sigma (i)}y_{i}+x_{n+1}y_{j}+x_{\sigma (n+1)}y_{n+1}.}
Nun wendet man den im Induktionsanfang bewiesenen Fall {\displaystyle n=2} an und erhält
{\displaystyle \sum _{i\not \in \{j,n+1\}}x_{\sigma (i)}y_{i}+x_{n+1}y_{j}+x_{\sigma (n+1)}y_{n+1}\leq \sum _{i\not \in \{j,n+1\}}x_{\sigma (i)}y_{i}+x_{\sigma (n+1)}y_{j}+x_{n+1}y_{n+1}.}
Definiert man nun für {\displaystyle i=1,\dots ,n} die Permutation
{\displaystyle \tau (i)={\begin{cases}\sigma (n+1)\qquad {\textrm {falls}}\quad i=j\\\sigma (i)\qquad {\textrm {sonst}}\end{cases}}}
so ergibt sich aus der Induktionsvoraussetzung
{\displaystyle \sum _{i\not \in \{j,n+1\}}x_{\sigma (i)}y_{i}+x_{\sigma (n+1)}y_{j}+x_{n+1}y_{n+1}=\sum _{i\not \in \{j,n+1\}}x_{\tau (i)}y_{i}+x_{\tau (j)}y_{j}+x_{n+1}y_{n+1}=\sum _{i=1}^{n}x_{\tau (i)}y_{i}+x_{n+1}y_{n+1}\leq \sum _{i=1}^{n}x_{i}y_{i}+x_{n+1}y_{n+1},}
also genau die Behauptung für das Maximum des Skalarprodukts.
Der Beweis für das Minimum des Skalarprodukts ist analog.

## Anwendungen
Viele bekannte Ungleichungen lassen sich aus der Umordnungs-Ungleichung beweisen, beispielsweise die Ungleichung vom arithmetischen und geometrischen Mittel, Cauchy-Schwarzsche Ungleichung und die Tschebyschow-Summenungleichung.